# Tolisa (Modriča)
Pour les articles homonymes, voir Tolisa.
Tolisa (en serbe cyrillique : Толиса) est un village de Bosnie-Herzégovine. Il est situé dans la municipalité de Modriča et dans la république serbe de Bosnie. Selon les premiers résultats du recensement bosnien de 2013, il compte 434 habitants.

## Démographie

### Évolution historique de la population dans la localité
| 1948  | 1953 | 1961  | 1971  | 1981  | 1991 | 2013 |
| ----- | ---- | ----- | ----- | ----- | ---- | ---- |
| 2 030 | -    | 1 527 | 1 495 | 1 274 | 858  | 434  |

|  |

### Communauté locale
En 1991, la communauté locale de Tolisa comptait 1 140 habitants, répartis de la manière suivante :